# Arquidiocese de Birmingham
A Arquidiocese de Birmingham (Archidiœcesis Birminghamiensis) é uma das principais divisões administrativas católicas de rito latino da Inglaterra e do País de Gales na hierarquia da Igreja Católica Romana. A arquidiocese cobre uma área de 8.740km² abrangendo Staffordshire, West Midlands, Warwickshire, Worcestershire e grande parte de Oxfordshire, além de Caversham em Berkshire. A sede metropolitana fica na cidade de Birmingham, na Igreja da Catedral Metropolitana de São Chade. A província metropolitana inclui as dioceses sufragâneas de Clifton e Shrewsbury. 
O arcebispo é Bernard Longley, que foi nomeado o nono arcebispo de Birmingham em 1 de outubro de 2009. Sucede ao arcebispo de Westminster, cardeal Vincent Nichols (2000 - 09). O bispo Longley foi instalado como arcebispo de Birmingham na Catedral Metropolitana e na Basílica de São Chade em 8 de dezembro de 2009, a solenidade da Imaculada Conceição e uma das festas patronais da arquidiocese, sendo o outro São Chade.

## História
Erguido como vicariato apostólico do distrito de Midlands em 1688, o vicariato cresceu muito lentamente até o advento da Revolução Industrial. Em resposta ao grande crescimento, o nome foi mudado em 1840 para o Vicariato Apostólico do Distrito Central e um novo vicariado criado fora do distrito oriental. 
Finalmente, em setembro de 1850, o vicariato foi elevado a uma diocese completa, como a Diocese de Birmingham, juntamente com a Diocese de Nottingham e a Diocese de Shrewsbury. A diocese foi então sufragada à Arquidiocese de Westminster. 
A diocese de Birmingham foi elevada ao status de arquidiocese em 28 de outubro de 1911. 

## Fronteiras diocesanas
O Arcebispo de Birmingham, o Reverendo Bernard Longley, supervisiona de maneira geral a episcopal da diocese, dividida em três áreas pastorais, cada uma delas chefiada por um bispo da área e contém vários remanescentes. 
- Área Pastoral Central e Ocidental (Bispo de Área: Reverendo David Evans): Catedral de Birmingham, Leste de Birmingham, Norte de Birmingham, Norte de Birmingham, Sul de Birmingham, Kidderminster, Worcester

- Área Pastoral do Norte (Bispo da Área: Reverendo Stephen Wright): Dudley, Lichfield, Staffordshire do Norte, Stafford, Walsall, Wolverhampton

- Área Pastoral do Sul (Bispo da região: Reverendo William Kenney): Banbury, Coventry, Oxford North, Oxford South, Rugby, Warwick

## Prelados
|                                          | Nome                                | Período    | Notas                                                       |
| Arcebispos                               | Arcebispos                          | Arcebispos | Arcebispos                                                  |
| ---------------------------------------- | ----------------------------------- | ---------- | ----------------------------------------------------------- |
| 9º                                       | Bernard Longley                     | 2009-      | Atual                                                       |
| 8º                                       | Vincent Gerard Nichols              | 2000-2009  | Nomeado arcebispo de Westminster                            |
| 7º                                       | Maurice Noël Léon Couve de Murville | 1982-1999  |                                                             |
| 6º                                       | George Patrick Dwyer                | 1965-1981  |                                                             |
| 5º                                       | Francis Joseph Grimshaw             | 1954-1965  |                                                             |
| 4º                                       | Joseph Masterson                    | 1947-1953  |                                                             |
| 3º                                       | Thomas Leighton Williams            | 1929-1946  |                                                             |
| 2º                                       | John McIntyre                       | 1921-1928  |                                                             |
| 1º                                       | Edward Ilsley                       | 1911-1921  |                                                             |
| Bispos                                   |                                     |            |                                                             |
| 2º                                       | Edward Ilsley                       | 1888-1911  | Elevado à Arcebispo                                         |
| 1º                                       | William Bernard Ullathorne, O.S.B.  | 1850-1888  |                                                             |
| Bispos-auxiliares                        |                                     |            |                                                             |
|                                          | Richard Adrian Walker               | 2024-      | Atual                                                       |
|                                          | Timothy Francis Menezes             | 2024-      | Atual                                                       |
|                                          | David Ernest Charles Evans          | 2020-      | Atual                                                       |
|                                          | Stephen James Lawrence Wright       | 2020-2023  | nomeado bispo de Hexham e Newcastle                         |
|                                          | Robert John Byrne, C.O.             | 2014-2019  | nomeado bispo de Hexham e Newcastle                         |
|                                          | Leonard William Kenney, C.P.        | 2006-2021  |                                                             |
|                                          | David Christopher McGough           | 2005-2020  |                                                             |
|                                          | Terence John Brain                  | 1991-1997  | nomeado bispo de Salford                                    |
|                                          | Philip Pargeter                     | 1989-2009  |                                                             |
|                                          | Roger Francis Crispian Hollis       | 1987-1988  | nomeado bispo de Portsmouth                                 |
|                                          | Patrick Leo McCartie                | 1977-1990  | nomeado bispo de Northampton                                |
|                                          | Anthony Joseph Emery                | 1967-1976  | nomeado bispo de Portsmouth                                 |
|                                          | Joseph Francis Cleary               | 1964-1987  |                                                             |
|                                          | Humphrey Penderell Bright           | 1944-1964  |                                                             |
|                                          | Bernard William Griffin             | 1938-1943  | nomeado arcebispo de Westminster                            |
|                                          | John Patrick Barrett                | 1926-1929  | nomeado bispo de Plymouth                                   |
|                                          | Michael Francis Glancey             | 1924-1925  |                                                             |
|                                          | John McIntyre                       | 1912-1917  | nomeado oficial da Cúria Romana e arcebispo titular         |
|                                          | Edward Ilsley                       | 1879-1888  | nomeado bispo aqui                                          |
| Vigários Apostólicos do Distrito Central |                                     |            |                                                             |
| 2º                                       | William Bernard Ullathorne, O.S.B.  | 1848-1850  |                                                             |
| 1º                                       | Thomas Walsh                        | 1840-1848  |                                                             |
| Vigários Apostólicos do Distrito Midland |                                     |            |                                                             |
| 9º                                       | Thomas Walsh                        | 1826-1840  | tornou-se Vigário Apostólico do Distrito Central            |
| 8º                                       | John Milner                         | 1803-1826  |                                                             |
| 7º                                       | Gregory Stapleton                   | 1800-1802  |                                                             |
| 6º                                       | Charles Berington                   | 1795-1798  |                                                             |
| 5º                                       | Thomas Joseph Talbot                | 1778-1795  |                                                             |
| 4º                                       | John Joseph Hornyold                | 1756-1778  |                                                             |
| 3º                                       | John Talbot Stonor                  | 1716-1756  |                                                             |
| 2º                                       | George Witham                       | 1702-1716  | Nomeado Vigário Apostólico do Distrito Norte                |
| 1º                                       | Bonaventure Giffard                 | 1687-1703  | nomeado Vigário Apostólico do Distrito de Londres           |
| Vigários coadjutores Apostólicos         |                                     |            |                                                             |
|                                          | Nicholas Wiseman                    | 1840-1847  | Nomeado Vigário Apostólico Coadjutor do Distrito de Londres |
|                                          | Thomas Walsh                        | 1825-1826  |                                                             |
|                                          | Charles Berington                   | 1786-1795  |                                                             |
|                                          | Thomas Joseph Talbot                | 1766-1778  |                                                             |
|                                          | John Joseph Hornyold                | 1751-1756  |                                                             |